# John Prats
John Paulo Quiambao Prats, noto semplicemente come John Prats (Manila, 14 febbraio 1984), è un attore, conduttore televisivo e ballerino filippino.
Celebre attore bambino, ha iniziato la sua carriera cinematografica nel 1992. Ha proseguito la carriera di attore anche da ragazzo, per poi diventare uno dei pionieri del Talent Center dell'ABS-CBN, ora chiamato Star Magic.
È il fratello maggiore di Camille Prats, anch'essa entrata nel mondo del cinema.

## Biografia
Suo padre, Daniel Rafael Prats, viene da Manila, mentre la madre Alma Quiambao proviene da Pampanga. Esordisce nella recitazione nel 1992 nel celebre programma televisivo per bambini Ang TV, che lo lancia ben presto come attore bambino. Dopo le varie esperienze televisive inizia ad affacciarsi al mondo del cinema. Tra il 2000 ed il 2003 collabora in diversi progetti con l'attrice Heart Evangelista.
A partire dal 2006 si cimenta in altri generi, esordendo come comico nella sitcom Aalog-alog. A questa seguiranno progetti simili come Parekoy e Banana Sundae, dove conosce Jayson Gainza e Zanjoe Marudo, con i quali forma un trio comico.
Nel 2008 è apparso come ospite speciale nella serie TV I Love Betty La Fea.
Nel 2012 ha condotto il celebre reality show filippino Pinoy Big Brother.
Tra il 2014 ed il 2015 partecipa come ospite a programmi come The Ryzza Mae Show, Gandang Gabi Vice e It's Showtime. Ritorna sul piccolo schermo nel 2016, prendendo parte alla celebre serie Ang Probinsyano.

## Vita privata
Tra il 2008 e il 2010 è legato sentimentalmente all'attrice Shaina Magdayao. Seguono quindi una breve relazione con la cantante Rachelle Ann Go e una con la reginetta di bellezza Bianca Manalo. 
Sul set della serie televisiva It Might Be You conosce l'attrice sinofilippina Isabel Oli, con la quale intraprende una relazione nel 2012. La coppia, sposatasi a Batangas il 16 maggio 2015, ha una figlia di nome Lily Feather.

## Carriera

### Televisione
- Ang TV, programma TV (1992)
- Sineskwela, programma TV (1993-1994)
- Familia Zaragoza, serie TV (1994-1995)
- Kaybol, programma TV (1995-1998)
- Cyberkada, programma TV (1998-1999)
- Super Laff-In, programma TV (1998-1999)
- G-mik, serie TV (1999-2002)
- Da Body En Da Guard, serie TV (2001)
- Da Pilya En Da Pilot, serie TV (2001-2002)
- Whattamen, serie TV (2002)
- ASAP, varietà televisivo (dal 2002)
- Berks, serie TV (2002-2004)
- It Might Be You, serie TV (2003-2004)
- Maalaala Mo Kaya, serie antologica (2003-2013, diversi episodi)
- My Juan And Only, serie TV (2005-2006)
- Pinoy Big Brother: Celebrity Edition, reality show (2006)
- Bituing Walang Ningning, serie TV (2006)
- Crazy for You, serie TV (2006)
- Aalog-alog, serie TV (2006-2007)
- Love Spell, serie TV (2006)
- Your Song, serie TV (2007-2008, diversi episodi)
- Super Inggo 1.5: Ang Bagong Bangis, serie TV (2007)
- I ♥ Betty La Fea, serie TV (2008)
- Komiks Presents: Mars Ravelo's Tiny Tony, serie TV (2008)
- Parekoy, serie TV (2009)
- The Bud Brothers: Red Roses for the Blue Lady, serie TV (2009)
- Banana Sundae, programma televisivo (dal 2009)
- Moomoo & Me, serie TV (2009)
- Wansapanataym, serie TV (2012)
- Luv U, serie TV (2012)
- Angelito: Ang Bagong Yugto, serie TV (2012)
- Ang Probinsyano, serie TV (dal 2015)

### Conduttore
- Studio 23 Music (Studio 23, 2006-2008)
- TFC Connect (TFC, 2007)
- Happy, Yipee, Yehey (ABS-CBN, 2011-2012)
- Pinoy Big Brother: Unlimited (ABS-CBN, 2012)
- Pinoy Big Brother: Teen Edition 4 (ABS-CBN, 2012)
- Pinoy Big Brother: All In (ABS-CBN, 2014)

### Cinema
- Pulis Patola (1992)
- Eat All You Can (1994)
- Muntik Na Kitang Minahal (1994)
- Rollerboys (1994)
- Pulis Patola 2 (1995)
- Batang X (1995)
- Ang TV: The Movie (1996)
- Daddy O! Baby O! (2000)
- Tanging Yaman (2000)
- Narinig Mo Na Ba Ang Latest (2001)
- Trip (2001)
- Jologs (2002)
- Ang Tanging Ina (2003)
- My First Romance (2003)
- Mano Po III: My Love (2004)
- Dreamboy (2005)
- Happily Ever After (2005)
- D'Anothers (2005)
- Ako Legal Wife: Mano Po 4?! (2005)
- Manay Po (2006)
- Super Noypi (2006)
- Shake, Rattle and Roll 9 (2007)
- Manay Po 2: Overload (2008)
- Loving You (2008)
- Ang Tanging Ina Ninyong Lahat (2008)
- OMG (Oh, My Girl!) (2008)
- Ang Spoiled Brat (2009)

## Discografia

### Album
| Anno | Titolo                  | Dettagli                                            | Etichetta                   |
| 2000 | JCS: John Carlo Stefano | primo album; singolo principale: "Nang Makilala Ka" | Istilo Records/Star Records |